# Duque de Queensberry

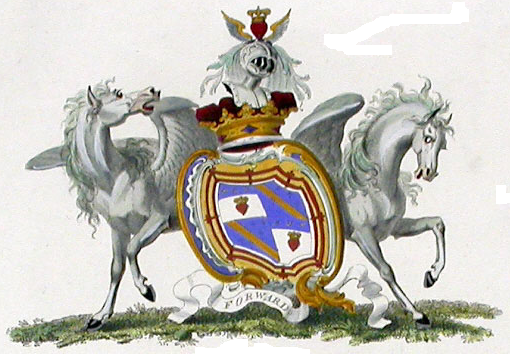
O brasão de armas dos 1.º, 2.º e 3.º Duques de Queensberry.

O título Duque de Queensberry foi criado no Pariato da Escócia em 1684, juntamente com o título subsidiário de Marquês de Dumfriesshire, para o 1.º Marquês de Queensberry. O ducado permaneceu retido ao lado do marquesado de Queensberry até a morte do 4.º Duque (e 5.º Marquês), quando o marquesado foi herdado por Sir Charles Douglas de Kilhead, 4.º baronete, enquanto que o ducado foi herdado pelo 3.º Duque de Buccleuch.
Em 1708, o 2.º Duque foi titulado Duque de Dover (juntamente com os títulos subsidiários de Marquês de Beverley e Barão Ripon), no Pariato da Grã-Bretanha, mas tais títulos foram extintos com a morte do 3.º Duque de Queensberry, setenta anos depois.
Muitos títulos subsidiários foram associados ao ducado de Queensberry: Marquês de Dumfriesshire (1683), Conde de Drumlanrig e Sanquhar (1682), Visconde de Nith, Tortholwald e Ross (1682) e Lorde Douglas de Kilmount, Middlebie e Dornock (1682); todos estão no Pariato da Escócia.

## Duques de Queensberry (1684)
- William Douglas, 1.º duque de Queensberry (1637-1695)
- James Douglas, 2.º duque de Queensberry, 1.º duque de Dover (1672-1711)
- Charles Douglas, 3.º duque de Queensberry, 2.º duque de Dover (1698-1778)
- William Douglas, 4.º duque de Queensberry (1724-1810)
- Henry Scott, 3.º duque de Buccleuch, 5.º duque de Queensberry (1746-1812)
- Para mais duques de Queensberry, veja Duque de Buccleuch.